# Дерябин, Павел Аркадьевич
Павел Аркадьевич Дерябин (род. 14 января 1980) — российский дзюдоист, призёр чемпионата России, обладатель Кубка России, мастер спорта России международного класса. Начал тренироваться в 1988 году под руководством своего отца Аркадия Дерябина. Выпускник факультета физической культуры Забайкальского государственного гуманитарно-педагогического университета. Член сборной команды России.

## Спортивные результаты
- Чемпионат России среди юниоров 1998 года — ;
- Открытый чемпионат Бельгии по дзюдо 2002 года — ;
- Чемпионат России среди молодёжи 2002 года — ;
- Чемпионат России по дзюдо 2005 года — ;
- Мемориал Владимира Гулидова 2005 года — .
- Кубок России по дзюдо 2005 года — ;
- Кубок России по дзюдо 2006 года — ;
- Кубок России по дзюдо 2007 года — ;